# Inname van Delfzijl
De inname van Delfzijl vond plaats tijdens de Tachtigjarige Oorlog door de troepen van Maurits van Nassau, de latere prins van Oranje. Door de overmacht aan Staatse troepen gaf de stad Delfzijl zich op 2 juli 1591 direct over.

## Aanloop
Begin 1591 was Maurits begonnen met een veldtocht door de Nederlanden. De Staten-Generaal hadden dat jaar hem ten doel gesteld om Nijmegen in te nemen, maar omdat hiervoor voorbereidingen getroffen moesten worden, werd er eerst naar Zutphen en Deventer getrokken. Beide steden werden zonder al te veel moeite ingenomen door de troepen van Maurits. Hierna kwam Maurits voor de keuze om richting Groningen of Nijmegen te trekken. Doordat er berichten hem bereikten dat de hertog van Parma, Alexander Farnese, voorbereidingen trof om naar Groningen te trekken, besloot Maurits direct naar het noorden te trekken. Met behulp van 150 schepen bracht hij zijn geschut over het water naar het noorden.

## Inname en nasleep
In het noorden werd Groningen zelf nog te sterk geacht om te belegeren. Twee jaar ervoor had Willem Lodewijk van Nassau-Dillenburg de schans bij Zoutkamp al veroverd, waarmee een eerste aanzet werd gegeven om de stad Groningen van de buitenwereld af te sluiten. Maurits besloot om de insluiting van Groningen verder te vergroten, waarop hij naar de schans van Delfzijl trok. Daar aangekomen, werd hij vergezeld met het leger van Willem Lodewijk, en gaf het garnizoen dat in de schans gelegerd was zich haast direct over. Het Spaanse garnizoen mocht, uitgezonderd de onbetrouwbaren en de overlopers, vertrekken naar Groningen. Daar aangekomen werden ze door een woedende Francisco Verdugo, de Spaanse stadhouder in het gewest Groningen, onthaald. Hij liet door het lot te werpen 5 leden aanwijzen, die vervolgens werden onthoofd. Ook vernederde hij de soldaten. Twaalf soldaten werden door het lot aangewezen om gevangen te worden gezet. Vijf van hen werden later eveneens onthoofd.
Maurits trok na de inname van Delfzijl weer weg uit Noord-Nederland en trok via Nijmegen naar Hulst.
De schans van Delfzijl werd na de inname van Maurits verder versterkt volgens de originele plannen van Johan van den Kornput.